# Валирон, Жорж
Жорж Жан Мари́ Валиро́н (фр. Georges Jean Marie Valiron, 1884—1955) — французский математик. Труды в области математического анализа. Автор классического двухтомного трактата по математическому анализу (1942—1945); эта книга многократно переиздавалась и переведена на несколько языков, включая русский.
Президент Французского математического общества (1938). Лауреат премии Понселе (1948), командор ордена Почётного легиона (1954).

## Биография и научная деятельность
Родился в Лионе, окончил там лицей. Далее учился в Высшей нормальной школе в Париже. По окончании обучения несколько лет работал школьным учителем в Безансоне, готовясь к защите диссертации. В 1914 году Валирон успешно защитил диссертацию в Парижском университете, научным руководителем был Эмиль Борель. Во время Первой мировой войны (1914—1918) служил в артиллерии, в 1919 году демобилизован.
С 1922 года преподавал в Страсбургском университете. В 1931 году Валирон принял приглашение в Парижский университет (с 1941 года — профессор).
Трижды принимал участие в Международном конгрессе математиков: 1920 год (Страсбург), 1928 год (Болонья) и 1932 год (Цюрих).
После начала Второй мировой войны (1939) и нацистской оккупации Франции Валирон остался в Париже, занимался своей новой двухтомной монографией «Курс анализа» (Cours d'Analyse mathématique, 1942—1945).
Основные работы Валирона посвящены теории целых и мероморфных функций. В частности, он исследовал поведение целых функций конечного порядка, а также теорему Абеля — Таубера. Часть работ относится к рядам Дирихле. Имя учёного носит теория Вимана — Валирона.

## Избранные труды
- Sur les fonctions entières d'ordre nul et d'ordre fini, et en particulier sur les fonctions à correspondance régulière. Это диссертация, представленная 20 июня 1914 года.
- Lectures on the general theory of integral functions, translated into English by  Edward Collingwood, preface by William Henry Young, 1923.
- Fonctions entières et fonctions méromorphes, Mémorial des sciences mathématiques 2, 1925.
- Théorie générale des séries de Dirichlet, Mémorial des sciences mathématiques 17, 1926.
- Familles normales et quasi-normales de fonctions méromorphes, Mémorial des sciences mathématiques 38, 1929.
- Fonctions convexes et fonctions entières, bulletin de la SMF, 1932.
- Sur les valeurs exceptionnelles des fonctions méromorphes et de leurs dérivées, 1937[13]
- (совместно с Paul Appell): Analyse mathématique, 2 vols. 1938.
- Direction de Borel des fonctions méromorphes, Mémorial des sciences mathématiques 89, 1938.
- Cours d’analyse mathématiques. Masson 1942, 1945 (consisting of 2 vols.: Théorie des fonctions. 1942, Équations fonctionelles et applications. 1945,[14] 2nd edn. 1950), Reprint by Masson 1966 and by the edition Jacques Gabay 1989
- Fonctions analytiques, 1954.
- Fonctions entières d'ordre fini et fonctions méromorphes, l'enseignement mathématique, 1960 (1st edn. 1948).
- The geometric theory of ordinary differential equations. Brookline, Massachusetts, 1984 (English trans. Cours d'analyse mathematiques)
- Classical differential geometry of curves and surfaces. Brookline, 1986

### Русские переводы
- Валирон Ж. Аналитические функции. М.: Гостехиздат, 1957, 236 с.